# Dayna Ash
Pour les articles homonymes, voir Ash.
Dayna Ash est une poétesse et militante féministe libanaise. Elle est la fondatrice et directrice de l'association à but non lucratif Haven for Artists basée à Beyrouth. 

## Biographie
Dayna Ash est née au Liban mais a grandi aux États-Unis pendant seize ans, avant de revenir s'installer dans son pays natal.

### Carrière de poétesse
Dayna Ash commence sa carrière en tant que poétesse, s'exerçant notamment au spoken word. En réponse à l'une de ses créations orales, Carolin Dylla décrit Dayna Ash comme « l'incarnation bien réelle, sans prétention et tatouée des capacités les plus authentiques de l'art : créer de la beauté à partir de la colère et du désespoir, et explorer des moyens de créer du sens là où l'explication rationnelle échoue ». Son poème Lullaby est publié en ligne dans Riwayya: A Space of Collision en 2015. 

### Engagement militant

#### Haven for Artists
Dayna Ash fonde Haven For Artists en 2010. Elle en est actuellement la directrice générale. Haven For Artists est une organisation à but non lucratif située dans le quartier Mar Mikhaël de Beyrouth. Elle offre un espace aux artistes marginalisés. L'association a reçu le statut officiel d'organisation non gouvernementale en 2017. En plus d'encourager les artistes, Haven For Artists est l'un des seuls espaces sûrs pour les personnes LGBT et les femmes à Beyrouth. 
L'objectif initial de Haven For Artists est d'organiser des événements qui rassemblent des artistes pour des performances. En 2016, Dayna Ash acquiert pour l'organisation une maison dans le quartier Mar Mikhaël et offre ainsi un espace plus permanent aux artistes, qui peuvent y vivre et y créer. 
Depuis 2016, Haven for Artists monte des expositions annuelles avec des artistes internationaux, régionaux et locaux. Il est aussi régulièrement organisé des ateliers sur de nombreux médiums artistiques. Haven For Artists étend aussi son réseau, ses compétences et ses outils pour travailler sur des campagnes pour les droits des humains. Le travail de l'association mixe l'art et l'activisme. 
En 2017, Haven For Artistes a été le siège temporaire de la librairie de langue anglaise Aaliyah's Books. L'entrée au rez-de-chaussée du bâtiment est gratuite. Il accueille le Concept 2092, qui comprend un café, un espace de coworking, des salles d'exposition et un concept store vendant le travail des résidents. En 2019, Dayna Ash y présente la série vidéo de la cinéaste libanaise Tania Safi, Shway Shway (qui signifie « petit à petit »), qui met en lumière le militantisme local. 

#### Autres engagements
En 2014, Dayna Ash travaille comme agent de terrain principal pour l'ONG ACTED, qui soutient les réfugiés syriens. 
Dayna Ash participe aux manifestations anti-gouvernementales à Beyrouth dès octobre 2019. Le journal The National l'identifie comme l'une des « femmes de première ligne » du mouvement.

## Reconnaissance
Dayna Ash est nommée l'une des 100 Women de la BBC en 2019 et reçoit le prix de la Femme 2020 de l'ONG Committee on the Status of Women.